# 武器弾薬員
武器弾薬員（ぶきだんやくいん）は、航空自衛隊自衛官の職種の一つで戦闘航空団の装備隊、補給隊に所属し、主に戦闘機の兵装の搭載整備、弾薬や、戦闘機自体に搭載される航空電子機器(アビオニクス)等の管理を行う隊員である。空尉の場合は武装幹部、空佐以上の場合は武装幕僚と呼ばれる。

## 概要
武器弾薬員は部内では「アーマー」、「武器」と呼ばれ、隊員は各戦闘航空団の武器小隊に所属（少数ではあるが補給処の弾薬班や第1術科学校の教官及び教材の整備員としての配属もある）し、戦闘機への兵装搭載や弾薬、チャフ・フレア、機関砲等の点検・整備などを行う職種である。
武器弾薬員という名称から兵装の搭載作業や弾薬の管理が主な職務と思われがちだが、コックピット内での作業が非常に多い職種である。これは兵装や増槽の発射回路や投棄（ジェッション）回路の点検や、機関砲の整備後の試運転などの作業も武器弾薬員が行うためである。
前述のほかにもランチャーやパイロンの整備など、作業内容は多岐に渡る上にいずれも専門性が高い作業である。そのため、武器弾薬員の養成学校である第1術科学校へ入校する新隊員の教育期間は第1術科学校の全課程中2番目に長い期間で、基礎課程を含め約4ヶ月である。
また、希望により大型自動車運転免許、高圧ガス、不発弾処理（部内資格。通称EOD）等の資格を取得することが出来る。

## 編成
武器弾薬員は各戦闘航空団の武器小隊に配置後、以下のいずれかの分隊に配属される。基本的には数年単位で分隊を異動するが、所属分隊が固定化している隊員も存在する。
列線分隊
主に航空機への兵装搭載作業を実施する分隊で、他分隊に比べ人数が多い。
支援分隊
主にランチャーやパイロン、機関砲等の分解整備を行う。非常に細かい作業が多く、職人気質の隊員が多いと言われている。
弾薬分隊
弾薬作業所の略である「弾作（だんさく）」と呼ばれる事が多い。主に航空機搭載用のミサイルや機関砲弾の整備を行う。
標的分隊
一部の基地にのみ存在する分隊で、曳航標的等の整備を行う。
上記の他、小隊本部や総括班、隊内補給といった事務的な仕事を行う部署への配属や、車両器材などの整備を行う部署への配属も存在する。また、隊員の一部は補給処や教育部隊（第1術科学校）への配属もある。以前は新隊員の補給処や教育部隊への配属は戦闘航空団への配属と比べれば少数とはいえ比較的多かったが、現在は実戦部隊での経験を積ませるため、新隊員での配属はごく少数に留まっている。

## その他・特徴
- 航空自衛隊の航空機に関わる整備職種としては、航空祭などでの展示（ミサイルの搭載展示等）で比較的一般人が目にする機会が多い職種である。
- 航空機のエンジンが作動している状態で航空機の整備、点検作業を行う数少ない職種である。
- 有事の際にはいち早く戦闘機への兵装搭載を行わなければならないため、非常に重要な職種である。
- ミサイルなどの誘導装置や爆薬の威力は極秘であるため、親戚等に外国人（たとえそれが友好国の人間でも）がいると配属を希望する事ができず、外国人と結婚したことで配置転換になった隊員も存在する。
- 部内では体罰による指導が多いことで知られている職種である。これは危険物を日常的に扱う職種であるということからミスが命や国防の危険に直結するためこのような指導が多いといわれている。